# 佐藤信之
佐藤 信之（さとう のぶゆき、1972年8月8日 - ）は、日本の陸上競技選手、陸上競技指導者。専門は長距離走。愛知県刈谷市出身。世界陸上選手権セビリア大会およびシドニーオリンピック男子マラソン日本代表。

## 略歴
中京高等学校、中央大学卒業。大学時代は、箱根駅伝で4年生時に10区区間賞を獲得し復路優勝の力となるなど活躍を見せた。旭化成へ入社し、宗茂・宗猛らの指導により素質が開花。日本を代表するマラソンランナーの一人となる。
1998年、福岡国際マラソンでは序盤転倒のアクシデントがありながらも終盤まで優勝を争い、2時間08分48秒の自己最高をマークして2位でゴール。1999年、セビリア世界陸上男子マラソン代表に選出された。本番では厳しい気象条件下、27km過ぎから首位を独走し36km近くまで粘りのレースを展開。3位入賞で銅メダル獲得（ゴールタイムは2時間14分07秒）の快挙を成し遂げた（なお、同大会では女子代表の市橋有里も銀メダルを獲得し、男女共にマラソンでメダルを獲得した）。
その後、セビリア世界陸上の成績が評価され、前回の1996年アトランタオリンピック代表だった大家正喜（佐川急便）・実井謙二郎（日清食品）らを退け、川嶋伸次（旭化成）・犬伏孝行（大塚製薬）と共に、2000年10月開催のシドニーオリンピック男子マラソン代表に選出された。五輪本番では、周囲のプレッシャーや大会の雰囲気に呑まれた格好で本領発揮とは行かず、中盤を過ぎてからメダル・入賞争いからも脱落し、2時間20分52秒で41位に終わった（川嶋は21位、犬伏は途中棄権、男子3選手とも入賞出来なかった）。
その後トヨタ紡織へ移籍、コーチを経たのち陸上部監督として後進の指導に当たった後、2015年4月から亜細亜大学陸上競技部の監督に就任。中部日本放送では陸上競技解説を務めた。2024年10月末日をもって亜細亜大学陸上競技部の監督を退任。

## マラソン成績
1. 2時間17分48秒　 16位　96福岡国際
2. 2時間12分28秒　　8位　97びわ湖毎日
3. 2時間19分23秒　 22位　98ロッテルダム
4. 2時間08分48秒　　2位　98福岡国際（生涯自己記録）
5. 2時間14分07秒　　3位　99セビリア世界陸上（銅メダル獲得）
6. 2時間20分52秒　 41位　00シドニー五輪
7. 2時間10分32秒　　4位　01北京国際
8. 2時間29分51秒　 36位　02福岡国際（アテネ五輪選考会）
9. 途中棄権　　　　　　  03福岡国際
10. 2時間17分37秒　 41位　04びわ湖毎日
11. 2時間16分18秒　　8位　05東京国際
12. 2時間18分34秒　　8位　05札幌
13. 2時間28分48秒　 23位　06香港
14. 2時間18分44秒　 21位　06びわ湖毎日

## 関連人物
- 榎木和貴 - 中央大学・旭化成の後輩であり、トヨタ紡織にて監督・コーチの間柄である。